# Теория на привързаността
Теорията на привързаността произлиза от работата на психиатъра и психоаналитик Джон Боулби и е психологическа, еволюционна и етологическа теория, която осигурява описателна и обяснителна рамка за разбиране на междуличностните отношения между човешките същества. Теоретиците на привързаността смятат, че детето има нужда за сигурни отношения с възрастните, които се грижат за него и без това нормалното социално и емоционално развитие няма да се появи.
В самата теория за привързаността детското поведение, асоциирано с привързаност, основно е процес на търсене на близост с идентифицирана фигура за привързаност в стресови ситуации за целите на оцеляването. Децата стават привързани към възрастни, които са чувствителни и отговорни в социалните взаимодействия с него и които остават като постоянно даряващи грижи за няколко месеца по време на периода от 6 месеца до двегодишна възраст. По време на по-късната част от този период децата започват да използват фигури за привързване (познати хора) като сигурна основа за откривателство и завръщане към тях. Родителските отговори водят до развитие на модели на привързване, които на свой ред водят до вътрешно работещи модели, които водят индивидуалните чувства, мисли и очаквания в по-късните взаимоотношения. Тревожността при отделяне или мъката, които следват от сериозни загуби, са нормални и естествени отговори в привързаното дете. Изключителен дефицит в подходящ родител може да доведе до липса на поведение на привързване в детето и евентуално до рядко разстройство като разстройство на реактивната привързаност.
За да се формулира подробна теория за природата на ранната привързаност, Боулби изследва различни полета, включително еволюция чрез естествен подбор, теорията на обектните отношения, (психоанализа), теория на системите, еволюционна биология, а също така и в полетата на етологията и когнитивната психология. Има предварителни публикации от 1958 насам, но Боулби публикува пълната теория в трилогията „Привързаност и загуба“, 1969 – 82. Макар в началото академичните психолози да критикуват Боулби и психоаналитичната общност да го отлъчва, теорията на привързаността се превръща във водещ подход за разбиране на ранното социално развитие и дава възможност за множество емпирични изследвания относно формирането на близките взаимоотношения на детето. В резултат на емпиричните изследвания се появяват много значителни промени, но концепциите за привързаността изцяло се приемат. Критиките на теорията на привързаността са спорадични, някои от тях са свързани с ранната хипотеза за „лишаване от майката“ (депривация), публикувана през 1951. Миналите критики идват по-точно вътре от самата психоанализа и от етолозите на 70-те. По-скорошната критика се свързва със сложността на социалните взаимоотношения в семейната среда и ограниченията на отделните модели за класификация. Има сегашни усилия да се оценят редица подходи за интервенции и лечение, които се основават на приложението на теория за привързаността.

## По-нататъшно четене
- Barrett, H. (2006) Attachment and the perils of parenting: a commentary and a critique. National Family and Parenting Institute, London, UK.
- Cassidy, J., & Shaver, P., (ред.). (1999) Handbook of Attachment: Theory, Research, and Clinical Applications. Guilford Press, NY.
- Greenberg, MT, Cicchetti, D., & Cummings, EM., (ред.) (1990) Attachment in the Preschool Years: Theory, Research and Intervention University of Chicago, Chicago.
- Greenspan, S. (1993) Infancy and Early Childhood. Madison, CT: International Universities Press. ISBN 0-8236-2633-4.
- Holmes, J. (2001) The Search for the Secure Base: Attachment Theory and Psychotherapy. London: Brunner-Routledge. ISBN 1-58391-152-9.
- Karen R (1998) Becoming Attached: First Relationships and How They Shape Our Capacity to Love. Oxford University Press. ISBN 0-19-511501-5.
- Parkes, CM, Stevenson-Hinde, J., Marris, P., (ред.) (1991) Attachment Across The Life Cycle Routledge. NY. ISBN 0-415-05651-9
- Siegler R., DeLoache, J. & Eisenberg, N. (2003) How Children develop. New York: Worth. ISBN 1-57259-249-4.
- Henri Julius, Barbara Gasteiger-Klicpera, Rüdiger Kißgen (ред.) (2009) Bindung im Kindesalter – Diagnostik und Interventionen, Hofgrefe-Verlag: Göttingen, ISBN 978-3-8017-1613-4
- Attachment & Human Development. Routledge: London. ISSN 1469-2988.
- Infant Mental Health Journal. Michigan Association for Infant Mental Health. WAIMH. ISSN (electronic): 1097-0355